# Міскавайх
Ібн Міскавайх (перс. مُسْکُـوْيَه Muskūyah, 932–1030), повне ім'я Абу Алі Ахмад ібн Мухаммед ібн Якуб ібн Міскавайх — перський історик, поет, філософ і фізик часів Буїдів, прихильник грецької доктрини в ісламі. Його працю «Про визначення характера» (تهذيب الأخلاق Tahdhīb al-Akhlāq) називають найвпливовішою роботою з філософської етики в ісламі.
Ібн Міскавайх переводить етику заповідей Корану в етику чесноти Арістотеля, метою якої є дисциплінувати (ta'dib, пор. грец. paideia) людську природну запальність, дозволяючи глибокій єдності виражатися в любові та соціальності. Систему Міскавейха значною мірою перейняв аль-Газалі, особливо в трактуванні етики доброчесності, хоча в темах, де Міскавейх здавався надто світським чи гуманістичним аль-Газалі підкорегував його побожними темами.
Ібн Міскавайха іноді називають «Третім Учителем» в історії ісламської філософії та «першим мусульманином, що підійшов до вивчення етичної філософії з наукової точки зору».